# Soiuz 1
Soiuz 1 (rus: Союз 1, Unió 1) va ser un vol espacial tripulat del programa espacial soviètic. Va ser llançat en òrbita el 23 d'abril de 1967 transportant el cosmonauta Coronel Vladímir Komarov, Soiuz 1 va ser el primer vol de la nau espacial Soiuz. El pla de la missió era complex, on s'havia de realitzar un encontre amb el Soiuz 2 i intercanviar els membres de la tripulació abans de tornar cap a la Terra. No obstant, el llançament del Soiuz 2 va ser cancel·lat a causa de les tempestes.
Soiuz 1 va estar plagat de problemes tècnics, i Komarov va morir quan la nau es va estavellar durant el seu retorn a la Terra. Aquesta va ser la primera baixa en vol en la història del vol espacial.

## Tripulació
| Posició   | Cosmonauta                          | Cosmonauta                          |
| --------- | ----------------------------------- | ----------------------------------- |
| Comandant | Vladímir Komarov Segon vol espacial | Vladímir Komarov Segon vol espacial |

### Tripulació de reserva
| Posició   | Cosmonauta   | Cosmonauta   |
| --------- | ------------ | ------------ |
| Comandant | Iuri Gagarin | Iuri Gagarin |

## Paràmetres de la missió
- Massa: 6450 kg
- Perigeu: 197 km
- Apogeu: 223 km
- Inclinació: 50,8°
- Període: 88,7 minuts